# Zakroczym
Zakroczym ist eine Stadt in Polen in der Woiwodschaft Masowien im Landkreis (powiat) Nowy Dwór Mazowiecki, etwa 32 km nordwestlich von Warschau, am rechten (östlichen) Weichselufer, an der Schnellverkehrsstraße S7 Warschau–Danzig.
2004 zählte die Stadt 3395 Einwohner und ist Sitz der gleichnamigen Stadt-und-Land-Gemeinde.

## Geschichte
- Zakroczym wurde im Jahr 1065 im sogenannten Falsifikat von Mogilno erwähnt.
- 1422 erhielt Zakroczym das Kulmer Stadtrecht.
- 1656–1657 im Zweiten Nordischen Krieg von den Schweden eingenommen und teilweise zerstört.
- 1709 erneute Zerstörung im Großen Nordischen Krieg durch die Soldaten des Schwedenkönigs Karl XII.
- 1793 russische Besatzung.
- 1795 preußische Besatzung – zur Thorner Regenz zugeordnet.
- 1831 während des Aufstandes gegen Russen Sitz der Führung des Aufstandes.
- 10. bis 28. September 1939 – Zakroczym im Umkreis der belagerten Festung Modlin.
- 28. September 1939 – Angehörige der Panzer-Division Kempf verüben in der Stadt ein Massaker und ermorden dabei 500 Kriegsgefangene und 100 Bewohner
- Herbst 1944 – Lager für etwa 30.000 Flüchtlinge nach dem Fall des Warschauer Aufstandes

## Gemeinde
Zur gmina miejsko-wiejska gehören neben der Stadt Zakroczym sechzehn Ortschaften mit einem Schulzenamt.

## Sehenswürdigkeiten
- Pfarrkirche (15./16. Jahrhundert)
- Kapuzinerkirche und Kloster (1758 errichtet)
- Fort I der Festung Modlin (1883 bis 1888 errichtet).